# Raukaua anomalus
Raukaua anomalus är en araliaväxtart som först beskrevs av William Jackson Hooker, och fick sitt nu gällande namn av A.D.Mitch., Frodin och Heads. Raukaua anomalus ingår i släktet Raukaua och familjen araliaväxter. Inga underarter finns listade.